# Didone fonda Cartagine
Didone fonda Cartagine  è il soggetto di un dipinto a olio su tela (161 x 200 cm) di Giambattista Pittoni eseguito indicativamente nel 1720 e conservato nel museo nazionale Ermitage di San Pietroburgo, in Russia.

## Storia
L'opera è entrata nella esposizione permanente del Museo Ermitage nel 1923, trasferendola per la sua importanza dalla Reggia di Gatčina.

## Descrizione
Il soggetto di Didone fonda Cartagine è esplicitamente desunto dai temi classici dell'Eneide di Virgilio. 
Didone è la donna destinata a divenire la leggendaria regina di Cartagine
L'opera reca una scritta a matita: "Leningrado/ Didone a Cartagine 161x200/ Inv. N 241",  e un Timbro: "Гοc. opдена Ленина/ ЭРМИТАЖА/ Двοрцοвая наб., 3"

## Esposizione
- "Pietroburgo e l'Italia 1750-1850. Il genio italiano in Russia", Roma, 2003